# Mona Khaled
Mona Khaled Abdalla (arabisch منى خالد) (* 9. April 1994 in den Vereinigten Staaten) ist eine ägyptische Schachspielerin.

## Leben
Im September 2007 gewann sie als 13-Jährige die afrikanische Einzelmeisterschaft der Frauen, die in Windhoek, Namibia ausgetragen wurde, mit einem Ergebnis von acht Siegen aus neun Partien. Mit dem Gewinn der afrikanischen Frauenmeisterschaft wurde ihr vom Weltschachbund FIDE der Titel Großmeister der Frauen verliehen. Im Dezember 2008 gewann sie 14-jährig den Titel einer arabischen Frauenmeisterin in Schardscha. Für sie als Ägypterin stellen diese Titel eine Besonderheit da, weil es in Ägypten im Januar 2009 nur drei aktiv schachspielende Frauen mit internationaler Wertungszahl gab. Die afrikanische Frauenmeisterschaft konnte sie erneut im Juni 2011 in Maputo gewinnen, sowie mit neun Punkten aus neun Partien im Mai 2015 in Kairo.
Mit der ägyptischen Frauennationalmannschaft nahm sie an der Schacholympiade 2008 in Dresden teil mit einem Ergebnis von acht Punkten aus zehn Partien am zweiten und dritten Brett. Auch bei den Schacholympiaden 2010 in Chanty-Mansijsk (am dritten Brett), 2012 in Istanbul, 2014 in Tromsø, 2016 in Baku und 2018 in Batumi (jeweils am ersten Brett) spielte sie für Ägypten, ebenso bei der Mannschaftsweltmeisterschaft der Frauen 2017, den Schach-Wettbewerben der Frauen der Afrikaspiele 2007 (bei denen sie das beste Ergebnis der Reservespielerinnen erreichte) und 2011 (die sie sowohl in der Mannschaftswertung mit Ägypten als auch in der Einzelwertung am dritten Brett gewann) sowie bei den Schach-Wettbewerben der Frauen der Panarabischen Spiele 2007 (die sie mit Ägypten gewann) und 2011 (bei denen sie in der Einzelwertung am dritten Brett gewann). Zudem nahm sie an der Schachweltmeisterschaft der Frauen 2012 und 2017 teil. Sie führte die afrikanische Elo-Rangliste der Frauen an.